# Magiczny autobus (serial animowany)
Magiczny autobus (ang. The Magic School Bus, 1994–1997) – kanadyjsko-amerykański serial animowany powstały w oparciu o komiks Magiczny autobus.

## Bohaterowie
- pani Waleria Loczek – nauczycielka
- jaszczurka Liz

### Dzieci
- Arnold Perlstein
- Carlos Ramon
- Anabella
- Kitka
- Ralphie Tennelli
- Phoebe Terese
- Tim
- Wanda Li

## Wersja polska

### Pierwsza wersja dubbingu (MiniMax/ZigZap, TVP2)
Opracowanie wersji polskiej: na zlecenie MiniMaxa – Start International Polska

Reżyseria:
- Joanna Wizmur (odc. 1-12),
- Wojciech Szymański (odc. 13-15, 20, 23-24, 49),
- Elżbieta Kopocińska-Bednarek (odc. 29, 31, 33, 46-48)

Obsada: Joanna Wizmur (odc. 15, 20, 23-24, 29, 31)

Dialogi polskie:
- Bartosz Wierzbięta (odc. 1-2, 7-10, 33),
- Joanna Serafińska (odc. 3-4),
- Anna Celińska (odc. 5-6, 23-24),
- Barbara Robaczewska (odc. 11-12),
- Joanna Sobierska (odc. 13-14),
- Agnieszka Zwolińska (odc. 15),
- Dariusz Paprocki (odc. 20, 31, 47-48),
- Katarzyna Wojsz-Saaid (odc. 29, 31),
- Hanna Górecka (odc. 46, 49)
- Magdalena Dwojak

Tekst piosenki: Jacek Bończyk

Dźwięk i montaż:
- Janusz Tokarzewski (odc. 1-14, 29, 31, 33, 46-48),
- Hanna Makowska (odc. 15, 20, 23, 49),
- Paweł Tymosiak (odc. 33)

Kierownictwo muzyczne: Marek Klimczuk

Kierownik produkcji: Elżbieta Araszkiewicz

W wersji polskiej udział wzięli:
- Olga Bończyk – Waleria Loczek
- Jonasz Tołopiło – Arnold Perlstein
- Adam Pluciński – Carlos Ramon
- Krystyna Kozanecka – Anabella
- Sara Müldner – Phoebe Terese
- Aleksandra Rojewska – Kitka Franklin
- Jakub Truszczyński – Ralphie Tenelli
- Jacek Wolszczak – Tim
- Joanna Jabłczyńska – Wanda Li
- Beata Wyrąbkiewicz – Janet
- Tomasz Bednarek – producent
- Joanna Wizmur
- Elżbieta Bednarek
- Jacek Bończyk
- Agata Gawrońska – mama Ralphiego (odc. 12)
- Andrzej Komachenko
- Adam Bauman
- Agnieszka Kunikowska
- Wojciech Paszkowski
- Anna Apostolakis
- Iwona Rulewicz

i inni
Piosenkę śpiewali: Jacek Bończyk i Olga Bończyk
Lektor: Tomasz Kozłowicz

### Druga wersja dubbingu (Netflix)
Wersja polska: SDI Media Polska na zlecenie Netflix

Reżyseria: Agnieszka Zwolińska

Tłumaczenie i dialogi: Zofia Jaworowska

Koordynacja produkcji: Anita Ucińska

W wersji polskiej udział wzięli:
- Anna Gajewska – Pani Kędziorek
- Jan Barwiński – Arnold Perlstein
- Bernard Lewandowski – Carlos Ramon
- Zuzanna Jaźwińska – Dorotka
- Zofia Modej – Phoebe Terese
- Sara Lewandowska – Keesha Franklin
- Jakub Jóźwik – Ralphie Tenelli
- Maciej Falana – Tim
- Matylda Kaczmarska – Wanda Li
- Monika Walczak –
  - Janet,
  - dziewczynka (odc. 1-13)
- Mateusz Ceran – dzieciak (odc. 1-13)
- Tomasz Błasiak – Borówka (odc. 9)
- Paulina Kinaszewska –
  - mama Ralphiego (odc. 12),
  - różne głosy (odc. 1-8, 12)
- Marta Walesiak –
  - zjawa (odc. 9),
  - Kornelia (odc. 9),
  - różne głosy (odc. 1-4, 6, 10-13)
- Jacek Kałucki –
  - piekarz (odc. 4),
  - różne głosy (odc. 2, 7, 9)
- Robert Tondera –
  - producent (odc. 11),
  - różne głosy (odc. 1, 5, 7, 9, 11, 12)
- Ewa Kania – producentka (odc. 4-5, 7-8, 10-11)

Lektor:
- Anna Gajewska (tytuły odcinków),
- Artur Kaczmarski (tyłówka)

## Spis odcinków
| N/o            | Polski tytuł                  | Angielski tytuł             |
| -------------- | ----------------------------- | --------------------------- |
|                |                               |                             |
| SERIA PIERWSZA |                               |                             |
|                |                               |                             |
| 01             | Zagubieni w kosmosie          | Gets Lost In Space          |
|                |                               |                             |
| 02             | Kanapka z tuńczykiem          | Gets Eaten                  |
|                |                               |                             |
| 03             | Na boisku                     | Plays Ball                  |
|                |                               |                             |
| 04             | W piekarni                    | Gets Ready, Set, Dough      |
|                |                               |                             |
| 05             | Jak zrobić burzę              | Kicks Up A Storm            |
|                |                               |                             |
| 06             | Od nasionka                   | Goes To Seed                |
|                |                               |                             |
| 07             | Wizyta w mrowisku             | Gets Ants In The Pants      |
|                |                               |                             |
| 08             | Żaba w tarapatach             | Hops Home                   |
|                |                               |                             |
| 09             | Nawiedzony dom                | In The Haunted House        |
|                |                               |                             |
| 10             | Smacznego                     | For Lunch                   |
|                |                               |                             |
| 11             | Brygada rozkładu              | Meets The Rot Squad         |
|                |                               |                             |
| 12             | Wyprawa do wnętrza Ralphiego  | Inside Ralphie              |
|                |                               |                             |
| 13             | Suche jak pieprz              | All Dried Up                |
|                |                               |                             |
| 14             | Wybuchowa sprawa              | Blows Its Top               |
|                |                               |                             |
| 15             | Mięśnie to za mało            | Flexes Its Muscles          |
|                |                               |                             |
| 16             | Motyle i bagienne potwory     | Butterfly And The Bog Beast |
|                |                               |                             |
| 17             | Dinozaury                     | Busasaurus                  |
|                |                               |                             |
| 18             | Wodny świat                   | Wet All Over                |
|                |                               |                             |
| 19             | Ogórkowa afera                | In A Pickle                 |
|                |                               |                             |
| 20             | Ocalić autobus                | Revving Up                  |
|                |                               |                             |
| 21             | Skrzydła                      | Taking Flight               |
|                |                               |                             |
| 22             | Nietoperz                     | Going Batty                 |
|                |                               |                             |
| 23             | Zelektryzowani                | Getting Energized           |
|                |                               |                             |
| 24             | Nie z tego świata             | Out Of This World           |
|                |                               |                             |
| 25             | Ciepło – zimno                | Gets Cold Feet              |
|                |                               |                             |
| 26             | Raz na wozie, raz pod wodą    | Ups And Downs               |
|                |                               |                             |
| SERIA DRUGA    |                               |                             |
|                |                               |                             |
| 27             | Na Antarktydzie               | In The Arctic               |
|                |                               |                             |
| 28             | Wkręceni w pajęczynę          | Spins A Web                 |
|                |                               |                             |
| 29             | Na budowie                    | Under Construction          |
|                |                               |                             |
| 30             | Słodki jak miód               | In A Beehive                |
|                |                               |                             |
| 31             | Magia światła                 | Gets A Bright Idea          |
|                |                               |                             |
| 32             | Pokaż, co wiesz               | Shows And Tells             |
|                |                               |                             |
| 33             | Sześć kolorów tęczy           | Makes A Rainbow             |
|                |                               |                             |
| 34             | Pod prąd                      | Goes Upstream               |
|                |                               |                             |
| 35             | Grunt to zespół               | Works Out                   |
|                |                               |                             |
| 36             | Gdy stare w nowe się zamienia | The Family Holiday Special  |
|                |                               |                             |
| 37             | Rośliny                       | Gets Planted                |
|                |                               |                             |
| 38             | W lesie deszczowym            | In The Rain Forest          |
|                |                               |                             |
| 39             | Kropla drąży skałę            | Rocks And Rolls             |
|                |                               |                             |
| 40             | Jajko od środka               | Cracks A Yolk               |
|                |                               |                             |
| 41             | Plaża małżów                  | Goes To Mussel Beach        |
|                |                               |                             |
| 42             | Jak wylecieć w powietrze      | Goes On Air                 |
|                |                               |                             |
| 43             | Na bagnach                    | Gets Swamped                |
|                |                               |                             |
| 44             | Świat komórek                 | Goes Cell-Ular              |
|                |                               |                             |
| 45             | Spotkanie z Molly Cule        | Meets Molly Cule            |
|                |                               |                             |
| 46             | Gwiazdy                       | Sees Stars                  |
|                |                               |                             |
| 47             | Zabawa z grawitacją           | Gains Weight                |
|                |                               |                             |
| 48             | Jasna sprawa                  | Gets Charged                |
|                |                               |                             |
| 49             | W świecie zapachów            | Makes A Stink               |
|                |                               |                             |
| 50             | Pod wodą                      | Takes A Dive                |
|                |                               |                             |
| 51             | W mieście                     | In The City                 |
|                |                               |                             |
| 52             | Programuje się                | Gets Programmed             |
|                |                               |                             |